# Лыково (Московская область)
Лыково — деревня в Коломенском районе Московской области.

## География
Расположена в центральной части района, в 12 км северо-западнее Коломны.
В деревне несколько искусственных прудов.

## История
До 2003 года деревня относилась к Никульскому сельскому округу, затем к Непецинскому сельскому округу, а с 2005 года к Непецинскому сельскому поселению.

## Население
| 2002 | 2006 | 2010 |
| ---- | ---- | ---- |
| 37   | ↘23  | ↘7   |

## Транспорт
В 3,5 км к северу от деревни станция Осенка Большого кольца Московской железной дороги.
Автобусное сообщение с Коломной 

## Религия
До середины XX века в селе существовала церковь Василия Великого, постройки конца XVII века. В 1909 году перестроена архитектором И. Д. Боголеповым.

## Люди, связанные с деревней
В 1840 году село Лыково принадлежало помещику артиллерии поручику Ивану Назарьеву Глушкову 44 лет и его детям Елизавете 16, Евдокии 13, Софии 13, Мавре 12, Ивану 11, Александру 10, Петру 9 лет.
В 1865 году село Лыково принадлежало Глушковым.